# Wyżnianka
Wyżnianka – wieś w Polsce położona w województwie lubelskim, w powiecie kraśnickim, w gminie Dzierzkowice na Wzniesieniach Urzędowskich.
Wieś szlachecka położona była w drugiej połowie XVI wieku w powiecie urzędowskim województwa lubelskiego.
W latach 1975–1998 miejscowość administracyjnie należała do ówczesnego województwa lubelskiego.
Wieś stanowi sołectwo gminy Dzierzkowice. Według Narodowego Spisu Powszechnego (III 2011 r.) wieś liczyła 200 mieszkańców.
Wierni Kościoła rzymskokatolickiego należą do parafii św. Józefa Robotnika w Kraśniku.

## Historia
Wyżnianka w roku 1405 notowana jako „Wissenka”, następnie w 1438 pisana „Wyszenka”, u Długosza nazywana (1470-80) „Wyżynka”, „Wiszenka”, w roku 1529 „Wyzyanka”, „Wyszenka”, wieś położona ok. 5 km SW od Urzędowa, położona historycznie w powiecie urzędowskim, parafii Kraśnik.
Wieś stanowiła własność szlachecką w roku 1405 wymieniana w składzie klucza Kraśnik. W roku 1451 graniczy z wsią Olbięcin. Z opisu Jana Długosza – 1470-80 był tu folwark, sołectwo z 2 łanów i 24 łany kmiece oraz młyn. Karczmy i zagrodników nie ma. Dziesięcina snopowa z łanów kmiecych wartości do 20 grzywien oddawano wicescholastykowi sandomierskiemu z ról folwarcznych starych i niegdyś kmiecych przyłączonych do folwarku oraz sołectwa, klasztorowi w Kraśniku (Długosz L.B. t. I s. 340, t. II s. 500).
W roku 1529 dziesięciny snopowe z folwarku wartości 3 fertonów dostawał klasztor w Kraśniku, zaś dziesięcinę snopową zamienioną na pieniężną w wysokości 10 grzywien oddawano scholasterii sandomierskiej (Liber Retaxationum 400, 456).